# Andreas Trautvetter

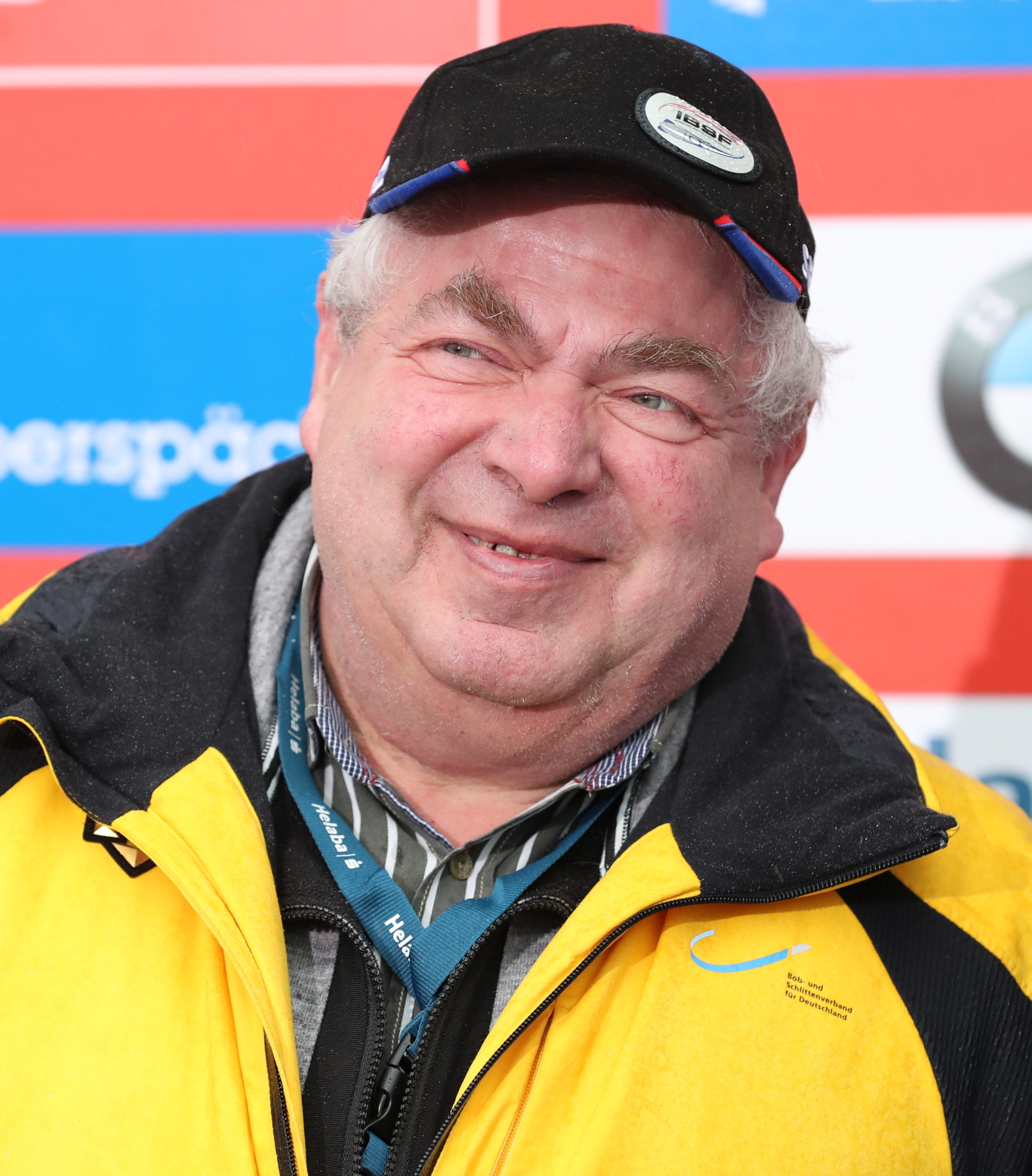
Andreas Trautvetter (2020)

Andreas Trautvetter (* 21. September 1955 in Pappenheim) ist ein deutscher Politiker (DDR-CDU, ab 1990 CDU) und Sportfunktionär. Von 1992 bis 2008 bekleidete er verschiedene Ministerämter in den Thüringer Landesregierungen und war von 1999 bis 2004 Stellvertreter des Ministerpräsidenten. Seit 2004 ist er Präsident des Bob- und Schlittenverbandes für Deutschland.

## Werdegang
Nach dem Abitur 1974 und dem anschließenden Wehrdienst bei den Grenztruppen der DDR bis 1977 studierte er in Jena, wo er 1982 als Diplom-Mathematiker abschloss, und wurde Reserveoffizier der NVA. Sein letzter Dienstgrad war Oberleutnant der Reserve. Seit dem Jahr 2000 ist er Mitglied im Altherrenverband der akademischen Landsmannschaft Rhenania zu Jena und Marburg, einer schlagenden Studentenverbindung im Coburger Convent.
1979 wurde Trautvetter Mitglied der DDR-Blockpartei CDU. 1984 wurde er Ortsverbandsvorsitzender der CDU in seinem Geburtsort Pappenheim (heute Kleinschmalkalden) und 1985 dort Ratsmitglied.
Nach der Wiedervereinigung zog er 1990 für die nunmehr vereinigte CDU in den ersten Thüringer Landtag ein. In den Kabinetten von Bernhard Vogel war er von 1992 bis 1994 Thüringer Minister der Staatskanzlei, von 1994 bis 2002 Thüringer Finanzminister. In der ab 1999 bestehenden CDU-Alleinregierung wurde er zudem stellvertretender Ministerpräsident. Nach dem Rücktritt Christian Köckerts wurde er am 21. November 2002 zum Thüringer Innenminister ernannt. Dieses Amt behielt er auch nach dem Rücktritt Bernhard Vogels unter dem neuen Ministerpräsidenten Dieter Althaus.  Nach der Landtagswahl in Thüringen 2004 wurde er Minister des aus Abteilungen des Innen-, Finanz- und Wirtschaftsministeriums neu gebildeten Thüringer Ministeriums für Bau und Verkehr.  Anlässlich der Frühjahrstagung der Verkehrsministerkonferenz vom 18./19. April 2007 in Wernigerode Unterzeichner der Absichtserklärung zum Geschichtsprojekt Brocken-Erklärung.  
Im Rahmen einer Kabinettsumbildung schied Trautvetter am 8. Mai 2008 aus dem Kabinett aus; neuer Bau- und Verkehrsminister wurde der bisherige Thüringer Minister für Bundes- und Europaangelegenheiten, Gerold Wucherpfennig. Auch sein Landtagsmandat legte Trautvetter nieder.
Seit 2004 ist er Präsident des Bob- und Schlittenverbandes für Deutschland, außerdem des Thüringer Schlitten- und Bobsportverbandes und seit 2010 auch Mitglied im Präsidium der Fédération Internationale de Bobsleigh et de Tobogganing.

## Diverses
- Zu seinem 50. Geburtstag wurde ihm eine Wiese im Thüringer Wald als „Trautvetter-Wiese“ gewidmet.
- Anfang 2006 sorgte er als Musiker mit seiner Interpretation des Rennsteiglieds für Aufsehen, die in regionalen Radiosendern gespielt wurde und unter dem Namen Orange feat. Andi T. auch auf CD erschien.